# ورزشگاه پورتمن رود
 ورزشگاه پورتمن رود  (به انگلیسی: Portman Road) ورزشگاهی در شهر ایپسوییچ است که ورزشگاه خانگی باشگاه فوتبال ایپسوییچ تاون نیز می‌باشد.
این ورزشگاه در سال ۱۸۸۴ میلادی ساخته شده است و ظرفیت آن ۳۰٬۳۱۱ نفر است.